# La madre (Gor'kij)
La madre è un romanzo di Maksim Gor'kij scritto nel 1906 e pubblicato l'anno successivo a Berlino. Sempre nel 1907 l'opera fu edita per la prima volta in Italia, con il titolo I nichilisti, romanzo di grande attualità, mentre in Russia una prima versione pubblicata nel 1908, fortemente compromessa dai tagli della censura, fu seguita solo nel 1917 da una integrale.
Primo esempio letterario di realismo socialista, il romanzo è ispirato dai fatti della Rivoluzione russa del 1905, ed è considerato l'elemento iniziale di una trilogia narrativa elogiativa del comunismo sovietico. La madre è infatti seguito dal romanzo Come fu temprato l'acciaio di Nikolaj Ostrovskij ambientato nel periodo 1917-1932 che comprende la Rivoluzione russa e quella d'ottobre (1917) e la guerra civile russa (1918-1923), e dal romanzo La giovane guardia di Aleksandr Fadeev che descrive la resistenza partigiana sovietica contro l'invasione nazista nel periodo 1942-1943 da parte di un'omonima organizzazione giovanile clandestina.

## Trama
Protagonista del romanzo è Pelageja Nilvona Vlasova, moglie del fabbro ubriacone Vlasov. Dopo la morte del marito, una trasformazione radicale si produce nel modo di essere e di pensare di Pelageja.
Causa del suo mutamento è il figlio Pavel, operaio socialista, che fa di casa sua un covo di riunioni politiche; a contatto con il figlio e i suoi amici, Pelageja, affascinata dal pensiero politico dei ragazzi, si libera da ogni timore e pregiudizio.
Nel momento in cui Pavel e i suoi amici vengono imprigionati, rinata nella sua nuova fede politica, Pelageja si trasforma nella madre di tutti i compagni del figlio. Quando i giovani sono condannati alla deportazione, lei, che nel frattempo ha lavorato per il movimento rivoluzionario, chiede e ottiene di poter consegnare per la distribuzione fuori città i volantini con il testo pronunciato da Pavel in tribunale. Seguita da una spia e denunciata ai gendarmi mentre è in stazione in attesa di prendere il treno, la madre apre la valigia e distribuisce i fogli alla gente che è lì presente, accompagnando il gesto con un appello all'unità del popolo per il trionfo della verità. Nel tumulto che segue l'arresto, la donna è colpita da varie direzioni, ma continua a parlare, finché un gendarme non la tacita stringendole le mani intorno al collo "fin quasi a strozzarla".

## Opere derivate
Dal romanzo è stata tratto il dramma La madre di Bertolt Brecht (1932) e l'opera Mat' (Madre) del compositore russo Valerij Viktorovič Želobinskij rappresentata per la prima volta al Teatro Bol'šoj di Mosca nel 1939.
Nel 1926 il regista sovietico Vsevolod Pudovkin trasse dal romanzo una trasposizione cinematografica omonima.